# Phaonia advena
Phaonia advena este o specie de muște din genul Phaonia, familia Muscidae, descrisă de John Otterbein Snyder în anul 1957. Conform Catalogue of Life specia Phaonia advena nu are subspecii cunoscute.